# Trichoderma citrinoviride
Trichoderma citrinoviride är en svampart som beskrevs av Bissett 1984. Trichoderma citrinoviride ingår i släktet Trichoderma och familjen Hypocreaceae.   Inga underarter finns listade i Catalogue of Life.